# Optimisti v nebesih
Optimisti v nebesih  je slovenski družbeni roman slovenskega pisatelja Žige Valetiča (29. april 1973, Ljubljana), izdan leta 2014 v Ljubljani  pri založbi Mladinska knjiga.

## Osebe
Oče Lojze: eden izmed najbolj priznanih slovenskih piscev humoresk  in aforizmov
Mati Minka: steber družine
Sin Luka: stand up komik
Beti: Lukovo dekle 
Hči Ela: gledališka igralka
Damjan: Elin mož, knjižničar

## Vsebina
Roman govori o sodobni slovenski družbi prikazani skozi zgodbo družine, katere člani dveh generacij so humoristi in igralci. Glavni junaki Valetičevega romana je družina Narobê, ostarela starša, ter njuna hči  in sin, ki skupaj s svojima partnerjema, iščeta svoj prostor pod soncem. 
Zgodba je prikazana skozi 99 prizorov, ki izmenično izpostavlja šest glavnih junakov. Osrednji dogodek romana je smrt, ki se jo avtor trudi prikazati na optimistični način. 
Pasti, ki jim jih nastavlja vsakdanje življenje, premagujejo na slovensko nevsakdanji način: z veliko mero humorja in ljubezni. Celo nenadna smrt matere, ki je bila steber družinskega življenja, ne sproži žalovanja, ampak občutje neizmerne hvaležnosti, da lahko nadaljujejo njeno pot.  Humorno napisan roman o današnji mladi generaciji je hkrati tudi poročilo o zdajšnji Sloveniji. 
Knjiga ni zahtevno branje, nam pa lahko služi kot razmišljanje o nas in naših medsebojnih in medgeneracijskih odnosih.

## Zbirka
Roman Optimisti v nebesih je izšel v zbirki Nova slovenska knjiga. 

## Ocene in nagrade
Roman se je na razpisu Mladinske knjige uvrstil med štiri nominirane romane za nagrado modra ptica.

## Izdaje in prevodi
Gre za prvo izdajo romana, ki je izšla v 400 izvodih. (COBISS)